# Real Sociedad Matemática Española
La Real Sociedad Matemática Española (RSME) es una sociedad española científica dedicada a las matemáticas, cuyos fines, tal como se recogen en sus estatutos, son la promoción y divulgación de las matemáticas y sus aplicaciones y el fomento de su investigación y de su enseñanza en todos los niveles educativos.

## Historia
La RSME fue fundada en 1911 por un grupo de matemáticos, entre los que se encontraban Luis Octavio de Toledo y Zulueta, María de la Encarnación Rigada y Ramón y Julio Rey Pastor, con el nombre de Sociedad Matemática Española. La iniciativa surgió en el primer congreso de la Asociación Española para el Progreso de la Ciencia (AEPC), donde se planteó la conveniencia de constituir una sociedad de matemáticas.
A lo largo de sus más de 100 años ha pasado por diversas etapas de mayor o menor actividad. Desde 1996, se encuentra en uno de sus periodos más activos, contando en agosto de 2005 unos 1700 socios entre los cuales hay socios individuales, y también socios institucionales como, por ejemplo, facultades y departamentos universitarios e institutos de bachillerato. 
Tiene convenios de reciprocidad con gran número de sociedades matemáticas de todo el mundo. Es una de las sociedades que forma parte del Comité Español de Matemáticas y es miembro institucional de la European Mathematical Society (EMS) y de la Confederación de Sociedades Científicas Españolas (COSCE).

### Presidentes
- José Echegaray y Eizaguirre: 1911-1916
- Zoel García de Galdeano: 1916-1920
- Leonardo Torres Quevedo: 1920-1924
- Luis Octavio de Toledo y Zulueta: 1924-1934
- Julio Rey Pastor: 1934-1934
- Juan López Soler: 1935-1937
- José Barinaga: 1937-1939
- Juan López Soler: 1939-1954
- Julio Rey Pastor: 1955-1961
- Alberto Dou Mas de Xaxàs: 1961-1963
- Francisco Botella Raduán: 1963-1970
- Enrique Linés Escardó: 1970-1976
- José Javier Etayo Miqueo: 1976-1982
- Pedro Luis García Pérez: 1982-1988
- José Manuel Aroca: 1988-1996
- Antonio Martínez Naveira: 1996-2000
- Carlos Andradas: 2000-2006
- Olga Gil Medrano: 2006-2009
- Antonio Campillo López: 2009-2015
- Francisco Marcellán Español: 2015-2022
- Eva Gallardo: 2022-2025
- Victoria Otero: 2025-

## Actividad
La RSME colabora activamente con otras sociedades científicas de España en diversas actividades como fue la celebración, en el 2000, del Año Mundial de las Matemáticas, la preparación de la candidatura española y posterior organización del Congreso Internacional de Matemáticos que se celebró en agosto de 2006 en Madrid y los trabajos de la Ponencia del Senado sobre la enseñanza de las ciencias en la educación secundaria (curso 2003-04). En esta ponencia se recordó al matemático senador Faustino Archilla.
La RSME realiza, a través de sus distintas comisiones, informes sobre temas tales como la situación de la investigación matemática en España, los problemas de la enseñanza de las matemáticas en el bachillerato, la situación de las matemáticas en relación con el espacio europeo de educación superior, las salidas profesionales y la participación de la mujer en la investigación matemática.
Además, está involucrada en proyectos de cooperación internacional: digitalización de la literatura matemática, apoyo de las matemáticas en América Latina, entre otros. La sociedad organizó el primer Encuentro de Sociedades Latinoamericanas de Matemáticas que tuvo lugar en septiembre de 2003 en Santiago de Compostela, uno de cuyos resultados fue la creación de la Red de Organizaciones Latinoamericanas de Matemáticas.

### Actividades fijas
Entre las actividades fijas de la RSME podemos destacar:
- Organizar anualmente, desde 1964, la Olimpiada Matemática Española: competición en la que se seleccionan y preparan los estudiantes de bachillerato que forman el equipo español que participa en la Olimpiada Matemática Internacional y en la Olimpiada Matemática Iberoamericana. En 2004 se organizó en Castellón la fase final de la Olimpiada Matemática Iberoamericana, y en 2018 en Huelva,[6][7] y en 2008 se celebró en Madrid la fase final de la Olimpiada Matemática Internacional.[8]

- Congresos que se celebran con periodicidad aproximadamente bienal. En ellos se programan conferencias plenarias dirigidas a una amplia audiencia así como sesiones especiales más especializadas en temas concretos de la investigación en las distintas áreas de las matemáticas y sus aplicaciones, incluyendo la historia y la didáctica de las matemáticas. Entre los más destacados, en junio de 2003 se celebró en Sevilla el primer congreso conjunto con la American Mathematical Society, en febrero de 2005 se celebró en Valencia el primer congreso conjunto organizado colaboración con la Sociedad Española de Matemática Aplicada, la Sociedad de Estadística e Investigación Operativa y la Societat Catalana de Matemàtiques, en 2007 se celebró en Zaragoza el primer congreso conjunto con la Société Mathématique de France, en 2009 tuvo lugar en Oaxaca el primer encuentro conjunto con la Sociedad Matemática Mexicana, que se celebra bienalmente desde entonces, y en 2011 se celebró en Ávila en congreso conmemorativo del centenario de la RSME.

- Jornadas Científicas: se organizan dos o tres al año sobre temas de investigación espécificos con un día de duración (dos a lo sumo), en distintas universidades, han tenido lugar por ejemplo en Zaragoza, Salamanca, Cantabria, Barcelona, Sevilla, Elche, Alicante, Cataluña y La Rioja.

- Escuela de verano de investigación matemática "Lluís Santaló". Se celebra en la Universidad Internacional Menéndez Pelayo desde 2002.

- Escuela de Educación Matemática "Miguel de Guzmán", celebrada por primera vez en 2005 en La Coruña. Organizado en conjunto con la Federación Española de Sociedades de Profesores de Matemáticas.[9][10][11]

- La página web DivulgaMAT es un centro virtual de divulgación de las Matemáticas.[12][13]

### Concesión de premios

#### Medallas de la Real Sociedad Matemática Española
Las Medallas de la Real Sociedad Matemática Española son distinciones que expresan el reconocimiento público de la comunidad a personas destacadas por sus aportaciones en cualquier ámbito del quehacer matemático. Su primera edición fue el año 2015.
Lista de premiados:
- 2015: José Luis Fernández Pérez, Marta Macho Stadler, Antonio Martínez Naveira[16]
- 2016: José Bonet Solves, María Gaspar Alonso-Vega, María Teresa Lozano Imízcoz[17][18]
- 2017: Antonio Campillo López, Manuel de León Rodríguez, Marta Sanz-Solé[19]
- 2018: Consuelo Martínez, Adolfo Quirós, Juan Luis Vázquez[20]
- 2019: Marisa Fernández Rodríguez, Jesús María Sanz Serna, Sebastià Xambó[21]
- 2020: María Jesús Carro Rossell, Antonio Ros Mulero[22]
- 2021: Antonio Córdoba Barba, Olga Gil Medrano, Tomás Recio Múñiz[23]
- 2022: Carlos Andradas Heranz, Pilar Bayer Isant, Luis Narváez Macarro[24]
- 2023: Francisco José Marcellán Español, María del Carmen Romero Fuster, Luis Vega González[25]

#### Premio José Luis Rubio de Francia
El Premio José Luis Rubio de Francia, en honor al matemático español, es uno de los premios más importantes de las matemáticas en España, y la más alta distinción otorgada por la RSME. Está dirigido a jóvenes investigadores en matemáticas que sean españoles o hayan realizado su trabajo en España. La primera edición fue el año 2004 y se concede anualmente. La lista de ganadores es la siguiente:
- 2004: Joaquim Puig
- 2005: Javier Parcet
- 2006: Santiago Morales Domingo
- 2007: Pablo Mira Carrillo
- 2008: Francisco Gancedo
- 2009: Álvaro Pelayo
- 2010: Carlos Beltrán Álvarez
- 2011: Alberto Enciso Carrasco
- 2012: María Pe Pereira[29]
- 2013: Ángel Castro Martínez
- 2014: Nuno Freitas
- 2015: Roger Casals
- 2016: Xavier Ros-Oton
- 2017: Angelo Lucia
- 2018: Joaquim Serra Montolí[30]
- 2019: María Ángeles García Ferrero[31]
- 2020: Daniel Sanz Alonso[32]
- 2021: Ujué Etayo Rodríguez[33]
- 2022: Xavier Fernández-Real Girona[34]

#### Premio Vicent Caselles
El Premio Vicent Caselles es una distinción anual a jóvenes investigadores españoles cuyo trabajo doctoral sea pionero e influyente en la investigación internacional en matemáticas. La primera edición fue el año 2015 y se conceden 6 premios anualmente.
Lista de premiados:
- 2015: Alejandro Castro Castilla, Jezabel Curbelo Hernández, Javier Fresán Leal, Rafael Granero Belinchón, Luís Hernández Corbato, Xavier Ros Oton[37]
- 2016: Roger Casals, Francesc Castellà, Leonardo Colombo, José Manuel Conde Alonso, Martín López García, Jesús Yepes Nicolás[38][39]
- 2017: Óscar Domínguez Bonilla, Javier Gómez Serrano, Ángelo Lucia, María Medina, Marina Murillo, Beatriz Sinova, Félix del Teso[40][41]
- 2018: David Beltrán, David Gómez Castro, David González Álvaro, Vanesa Guerrero, Álvaro del Pino, Carolina Vallejo Rodríguez[42][43]
- 2019: María Ángeles García Ferrero, Marithania Silvero, Umberto Martínez Peñas, Daniel Álvarez Gavela, Xabier García Martínez y Carlos Mudarra[44]
- 2020: María Cumplido, Judit Muñoz Matute, Ujué Etayo, Diego Alonso Orán, Alessandro Audrito, Rubén Campoy García[45]
- 2021: Jon Asier Bárcena Petisco, Xavier Fernández-Real, José Ángel González-Prieto, Mercedes Pelegrín, Abraham Rueda Zoca, María de la Paz Tirado[46][47]
- 2022: Guillem Blanco Fernández, Ángela Capel, Elena Castilla, Damian M. Dabrowski, Daniel Eceizabarrena, Juan Carlos Felipe-Navarro[48]
- 2023: Robert Cardona Aguilar, Claudia García López, Roberto Giménez Conejero, Paula Gordaliza Pastor, Óscar Rivero Salgado, María Soria Carro[49]

### Publicaciones
- Publicaciones periódicas: los socios reciben trimestralmente La Gaceta de la RSME[50][51] que se publica desde 1998, una revista de variado contenido matemático. Además, se envía semanalmente un Boletín electrónico con las noticias más destacadas. Desde abril de 2005 hasta octubre de 2007 formó parte de las publicaciones de esta sociedad la revista electrónica Matematicalia, orientada a la divulgación matemática.[52]

- Publicaciones no periódicas: entre las publicaciones no periódicas destacan las ediciones facsimilares de las obras Introductio in analysin infinitorum, de Leonhard Euler, y De Analysi per Aequationes Numero Terminorum Infinitas, de Isaac Newton, ambas con traducción comentada al castellano. También tiene otra serie, "Publicaciones de la Real Sociedad Matemática Española", consistente en proceedings de congresos que auspicia la RSME.

- La RSME publica colecciones de libros, textos científicos y de divulgación, en colaboración con editoriales y sociedades científicas, y una revista de investigación, la Revista Matemática Iberoamericana.[53][54]